# I Don't Know How to Love Him
I Don't Know How to Love Him è un brano musicale del 1970 composto da Andrew Lloyd Webber con testo scritto da Tim Rice. Il brano è stato inserito nell'album discografico Jesus Christ Superstar del 1970, su cui è basata l'opera rock Jesus Christ Superstar del 1971. La versione originale della canzone è interpretata dalla cantante statunitense Yvonne Elliman.

## Tracce
- 7"

1. I Don't Know How to Love Him
2. Overture: Jesus Christ Superstar

## Altre versioni
- La cantante Helen Reddy ha pubblicato il brano inserendolo nell'album omonimo I Don't Know How to Love Him, etichettato Capitol Records e uscito nel 1971.
- Sinéad O'Connor ha inciso il brano nel suo ottavo album in studio Theology (2007).
- Mary Byrne ha inciso il brano nell'album ...with Love (2011).
- La cantante britannica Melanie C ha interpretato il brano nell'album Stages del 2012.